# Нагір'я Вадаї
Вадаї — нагір'я на сході Чаду, на кордоні з Суданом.

## Географія
Нагір'я Вадаї разом зі плато Еннеді є частиною гірських масивів, що обмежують на сході Чадську западину. Воно є вододілом між басейнами озера Чад та річки Ніл. На захід з цих гір стікає ефемерна річка Батха, яка наповнюється водою після сильних дощів. Зі сходу нагір'я Вадаї раніше (між 8000 та 1000 рр. до н.е.) стікав Жовтий Ніл, важлива притока Нілу. Наразі ця річка частково пересохла і відома як Ваді-Ховар. Вона протікає через Західний Дарфур біля кордону з Чадом і впадає в Ніл біля південної точки Великого Вигину.

## Історія
Між 1635 та 1912 роками територія нагір'я входила до імперії Вадаї. Ця держава розташовувалась на схід від озера Чад і виникла у XV столітті у периферійній зоні Дарфурського султаната, на північний схід від королівства Багірмі.